# Marjoke de Bakker
Marjoke de Bakker (9 november 1959) is een voormalige Nederlandse voetbalster. Ze was topscorer aller tijden van het Nederlands vrouwenvoetbalelftal met 29 doelpunten, totdat Manon Melis in 2010 haar record verbeterde.